# Racing Foot Ball Club
El Racing FBC (Foot Ball Club) es un club de fútbol de Perú de la región Huancavelica. Fue fundado en 1942 y juega en la Copa Perú. 
El club tene una participación en Etapa Nacional en la Copa Perú 2015 y tres participaciones en Etapa Regional de la Copa Perú en 1991, 1994 y 2013.

## Historia
El club deportivo Racing FBC es una institución social, cultural y Deportiva sin fines de lucro creada el 8 de abril de 1942 en el barrio de Yananaco de la ciudad, distrito, provincia y región de Huancavelica. Fue fundado por un grupo de entusiastas promotores, encabezados por don Julio A. Molina Requena, Anatolio Osorio, Teodoro Paco Ponce y Porfirio Vergara, acompañados ellos por otros vecinos notables del barrio de Yananaco. Su primer Presidente fue don Faustino Raymundo, natural de Acobamba y residente en Yananaco, El Racing FBC es el equipo tradicional que representa al barrio de Yananaco de la ciudad de Huancavelica, siendo su apelativo “El Rodillo Albiceleste”. Comparte escudo e indumentaria con el Racing Club de Avellaneda, Argentina. Este club se enmarca principalmente en la disciplina del fútbol en sus diferentes categorías: menores, juveniles y selección de mayores, además del vóley femenino. Desde su creación en 1942 ha venido participando en diferentes campeonatos de Selección y Competencia tanto en Segunda División como en Primera División organizada por la Liga Distrital, Liga Provincial y la Liga Departamental de Fútbol Huancavelica – Copa Perú.
Entre sus principales logros cabe destacar el tricampeonato de los años 1942, 1943 y 1944 e innumerables campeonatos en la Liga Distrital de Fútbol de Huancavelica. Cuenta con tres participaciones en la Etapa Regional de la Copa Perú, en 1991, 1994 y 2013.
En el año 1991 realizó una campaña impecable con jugadores únicamente huancavelicanos[cita requerida] y logró clasificarse a la Etapa Regional, disputada entre la Universidad Nacional San Cristóbal de Huamanga (Ayacucho), el Municipal de Chuquibambillas (Apurímac) y Racing FBC (Huancavelica).
En 1994 el club logró una vez más clasificar a la Etapa Regional, con la particularidad de que los jugadores eran en un 80% del barrio de Yananaco.[cita requerida] Esta vez la Etapa Regional de la Copa Perú, en la que Municipal de Jauja e Hidro de La Oroya representaron al departamento de Junín y 7 de Agosto y Racing FBC representaron a Huancavelica.
En la Copa Perú 2013 Racing FBC logró una vez más el primer puesto tras terminar el torneo con un invicto de 30 partidos y se coronó campeón de la Liga Distrital de Fútbol Huancavelica. Asimismo logró el campeonato de la Etapa Provincial 2013. En la Etapa Departamental 2013 se corona campeón del Grupo I disputado entre las provincias de Huancavelica, Acobamba y Angaraes, en la fase semifinal de la Etapa Departamental en la Llave Huancavelica-Huaytará, logra su clasificación a la final departamental, título departamental que se disputó entre Municipal de Paucará y Racing FBC, obteniendo el subcampeonato, mérito que acreditó su participación en la Etapa Regional de Fútbol – Edición 2013. En la Etapa Regional 2013, el Racing FBC, participó en el Grupo VI de la Copa Perú, título regional que se disputó entre los equipos de San Ignacio de Humay (Ica), Deportivo Huancasancos (Ayacucho) y Racing FBC (Huancavelica). En esta oportunidad Racing logró obtener el segundo lugar del grupo VI con 6 puntos.
En 2015 clasificó a la etapa Nacional tras eliminar en la semifinal departamental a Sport Aurora de Huaytará. Fue eliminado en la primera fase de la etapa Nacional con tres empates y tres derrotas.

## Uniforme
- Uniforme titular: Camiseta blanca con rayas celestes, pantalón azul marino, medias blancas.
- Uniforme alternativo: Camiseta azul, pantalón azul, medias azules.

## Palmarés

### Torneos regionales
| Competición regional                     | Títulos                 | Subcampeonatos          |
| ---------------------------------------- | ----------------------- | ----------------------- |
| Liga Departamental de Huancavelica (2/2) | 1991, 1994.             | 2013, 2015.             |
| Liga Provincial de Huancavelica (4/1)    | 1957, 2011, 2013, 2014. | 2015.                   |
| Liga Distrital de Huancavelica (4/4)     | 1942, 1943, 1944, 2013. | 2011, 2014, 2015, 2016. |